# 罗孝全
罗孝全（英語：Issachar Jacox Roberts，1802年—1871年），基督教新教美南浸信会传教士。

## 生平
1802年，罗孝全出生于美國田納西州索姆奈县，就读于南卡罗来纳州傅爾曼學院后按立为牧师。1837年自费来中国，初在澳门向麻疯病患者传教。1841年加入美国浸信会差会，1842年，他成为第一位长期居留香港的新教传教士。当年6月，他为第一名中国信徒施浸。1844年（道光二十四年）到廣州，他是第一个搬到广州商馆区以外居住的新教传教士。1845年美国浸会分裂，他属于美南浸信会差会。期後於1855年因故被美南浸信会除名。
太平天國的創立者洪秀全在1847年3-5月（道光二十七年二至四月）來到羅孝全在廣州的禮拜堂，在那裡学习《圣经》，曾要求受洗，羅孝全不同意洪秀全對以前大病時所見「異象」的見解，以及其他的误解，拒絕為他施洗。洪秀全4個月（一说3个半月）後離開。
在洪秀全未建立太平天國前，羅孝全對此人頗有微言，但1852年（咸豐二年），在太平军攻占南京后，派专使送亲笔信予罗孝全。當羅孝全知道當年的洪秀全已經成為太平天國的領袖後，態度旋即改變，他們希望西方諸國能接受他，以便基督教能在太平天國境內傳播，他更形容洪秀全「比我想像的還要帥，聲音極好聽」。
他多次想進入太平天國境內傳教，一直未能成事，直到1860年（咸豐十年），太平軍攻佔蘇州，逼近上海，外人進入太平天國統治區較以前容易。羅孝全從南方經上海到蘇州，10月到天京，住在太平軍軍師干王洪仁玕的府第。
洪秀全召見他，授予通事官領袖一職，封接天義。羅孝全亦一反當地清朝與西方已制定的禮儀，向洪秀全下跪叩拜，但他事後說自己只是聽見鑼鼓大作，一時不知如何反應，才跪了下來。初期兩人關係尚算良好，羅亦於1861年3月13日被授予天朝外交權力（即「外事丞相」），以管理太平天國與洋人的事務。
不過，羅孝全的上海之行，最大目標是要糾正洪秀全對基督的概念，但洪秀全借基督教而自創拜上帝教與西方基督教本質上完全不同。羅孝全發現他一直推崇的太平天國，事實上只是洪秀全借上帝之名行神權獨裁統治，1862年1月（咸豐十一年十二月）忿而到停泊在長江邊的英國炮舰尋求庇護，離開天京。
離開後，羅孝全第三次改變態度，隨即在《北華捷報》撰文批評洪秀全是「狂人，全不適合統治，政府全無組織」，但當時洋人對羅孝全並不同情，其中《北華捷報》在報道他離開南京時，戲稱他是「浦東大主教閣下」、「冒牌的狄奧根尼」，甚至笑他快要成為傳教士的柏拉圖。羅孝全本身人緣亦不好，其美國妻子與兩名孩子堅持留在美國，與他貌合神離；他的華籍助手一個死去，另一個卻受不住他而離開；而他亦試過因廣州的房子被毀，經年不斷打官司要求清政府賠錢，最終官府不勝其擾，決定賠償2500美元，成為一時趣聞（注：教堂被毁乃是1860年（咸豐十年），他去南京以前）。　
有说羅孝全后来1866年（同治五年）回到美國，也有说羅孝全最后一次离开金陵后就回广州继续传道行医，1871年因早先在澳门感染的麻瘋病并发症，在其侄女美国伊利诺伊州的家中去世。

## 著作
- 《真理之教》1840年，澳门
- 《问答俗话》1840年 澳门
- 《救世主耶稣新遗诏书》1840 澳门
- 《路加福音传注释》1860 广州
- 《家用良药》 广州
- 《耶稣圣经》